# Dâu Hạ Châu

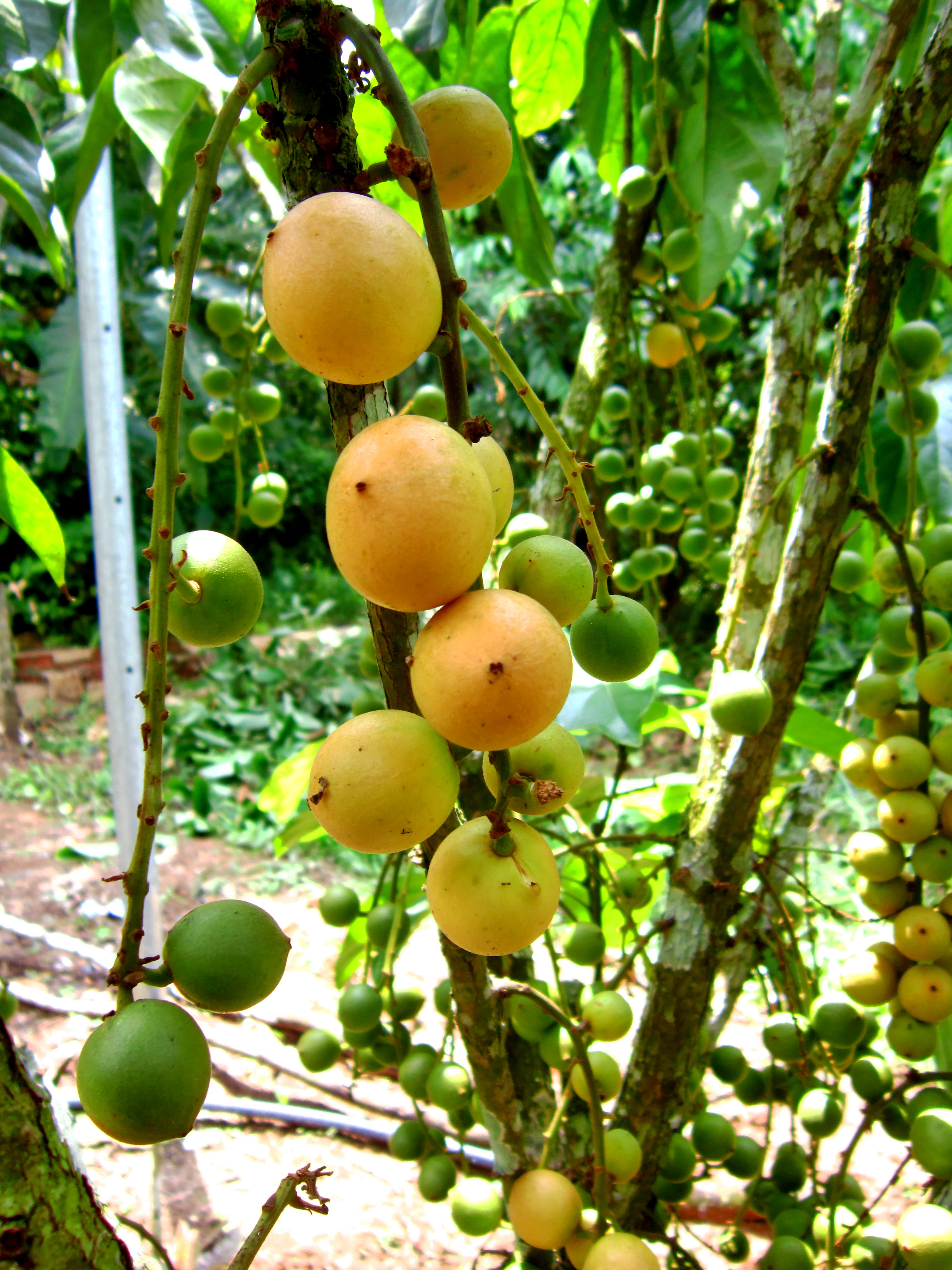
Một loại dâu Hạ Châu trong vườn tại Cần Thơ.

Dâu Hạ Châu là một giống dâu da đặc sản của thành phố Cần Thơ. Dâu Hạ Châu là giống cây trồng thuộc loài Baccaurea racemosa và thường được trồng tại huyện Phong Điền, Cần Thơ. Dâu Hạ Châu được công nhận là đặc sản huyện Phong Điền, Cần Thơ vào năm 2006 . Ngoài dâu Hạ Châu, còn có một số biến thể dâu khác như dâu Xiêm, dâu Gia Bảo...

## Lịch sử
Dâu Hạ Châu được ông Ba Minh, tên thật là Lê Quang Minh trồng lần đầu tiên vào những năm 1960 . Theo một số người dân kể lại, mặc dù Dâu Hạ Châu là đặc sản của Cần Thơ, nhưng nguồn gốc có xuất xứ từ  một thương lái ở Lái Thiêu, Bình Dương.
Người dân còn gọi dâu Hạ Châu là dâu miền dưới do ngọt, thơm và ngon hơn so với dâu của những vùng khác.
Trước khi dâu được trồng rộng rãi vào những năm 1990, huyện Phong Điền là một huyện chuyên canh về cam. Tuy nhiên, cam bị bệnh vàng lá gân xanh làm cho mất mùa. Vì vậy, từ đó về sau, dâu Hạ Châu đã trở thành cây trồng chủ lực tại Phong Điền.
Dâu Hạ Châu đã được Cục Sở hữu Trí tuệ công nhận là đặc sản của Phong Điền, Cần Thơ vào năm 2006.

## Mô tả
Dâu Hạ Châu thuộc phân loài của Baccaurea racemosa. Giống dâu Hạ Châu có 3 vụ, vụ sớm (vụ nghịch) chín vào tháng 5 âm lịch. Vụ thứ 2 chín vào tháng 7 - 8 âm lịch và vụ cuối mùa khoảng 15 tháng 10 âm lịch. Dâu có vỏ ngoài như trái bòn bon, tuy nhiên hương vị không chua gắt như dâu gia xoan và ngọt đậm như bòn bon, thay vào đó là vị ngọt thanh.
Dâu Hạ Châu thường được chín theo buồng, quả to, màu vàng như bòn bon mà có màu sáng. Một buồng dâu Hạ Châu thường có trọng lượng từ 300 g - 400 g. Cây dâu Hạ Châu rất dễ trồng, thích nghi với nước ngọt và phù sa. Đặc điểm của dâu Hạ Châu thường sau 3 năm sẽ cho ra trái, cây càng lớn thì tán rộng và cho ra trái càng nhiều.
Dâu Hạ Châu là loài cây đơn tính, trung bình cứ 100 hạt cây dâu Hạ Châu có 80% cây dâu đực và 20% cây dâu cái. Trung bình, một cây dâu Hạ Châu trưởng thành thường có năng suất mỗi vụ từ 300 kg đến 500 kg.

### Dinh dưỡng
Trung bình, một quả dâu Hạ Châu chín có chứa nhiều thành phần dinh dưỡng, gồm polyphenol, hoạt tính chống oxy hóa, vitamin C, đường.

## Kinh tế và ảnh hưởng
Năm 2014, vườn dâu Hạ Châu ở huyện Phong Điền có diện tích lên đến 600 ha, tập trung nhiều ở thị trấn Phong Điền và các xã Mỹ Khánh, Nhơn Ái. Năm 2017, tổng diện tích trồng dâu Hạ Châu lên đến 800 ha. Đến năm 2021, sản lượng dâu Hạ Châu lên đến 9.000 tấn.
Dâu Hạ Châu từng được xuất khẩu sang Campuchia, Lào, Thái Lan. Cây dâu Hạ Châu từng là cây xóa đói giảm nghèo cho người dân, giúp đời sống của người dân địa phương khá hơn. Những năm gần đây, các vườn dâu Hạ Châu của một số người dân địa phương trở thành khu du lịch sinh thái, đón tiếp khách trong nước và nước ngoài.
Một số nhóm nghiên cứu tại Đại học Cần Thơ dùng dâu Hạ Châu chế biến thành rượu, rượu vang và nước thanh trùng để tăng năng suất sản phẩm. Nhiều năm qua, nhiều người dân đã sử dụng gà và dâu Hạ Châu để tạo thành một món gà um với dâu.

## Biến thể
Ngoài dâu Hạ Châu, một số xã còn trồng các loại dâu khác, như dâu xiêm, dâu Gia Bảo, dâu xanh và dâu bòn bon.
Các biến thể thường cho trái vào tháng 4 cho đến tháng 6 âm lịch.